# Papieski Uniwersytet Gregoriański

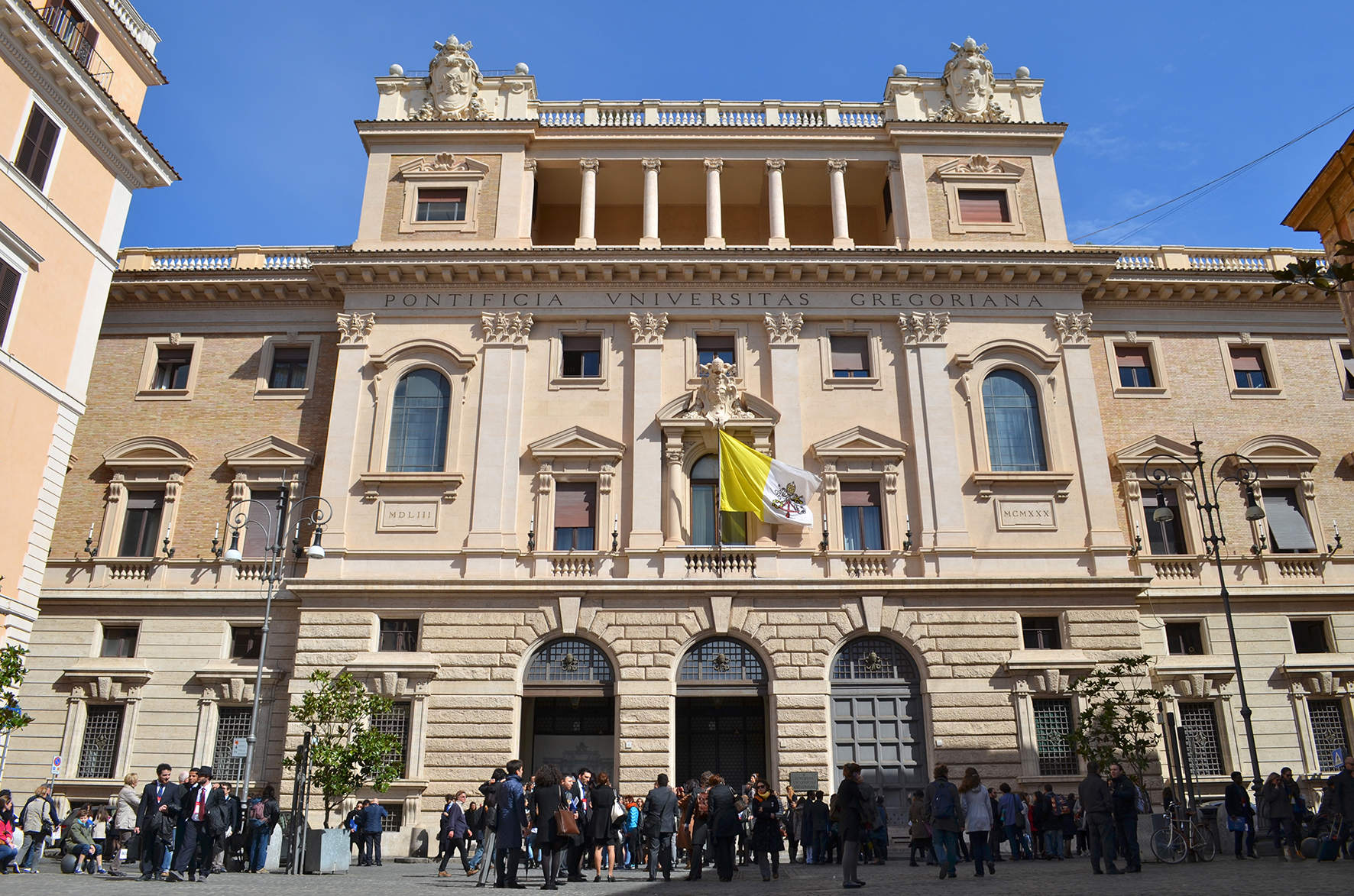
Fasada uniwersytetu od strony Piazza della Pilotta

Papieski Uniwersytet Gregoriański – uczelnia Kościoła Katolickiego z siedzibą w Rzymie zajmująca się naukami humanistycznymi, zwłaszcza teologią i filozofią. Jest najstarszym uniwersytetem papieskim.

## Historia
W 1551 Ignacy Loyola, założyciel Towarzystwa Jezusowego, utworzył w jednym z pałaców rzymskich położonych na stoku Kapitolu, przy Via Capitolina (obecnie Piazza d’Aracoeli), pierwszą szkołę jezuicką wraz z biblioteką, która nosiła początkowo nazwę Kolegium Rzymskiego.
Przedsięwzięcie to okazało się bardzo udane. W krótkim czasie nastąpił tak duży wzrost liczby studentów, że trzeba było pomyśleć o zmianie siedziby uczelni. W 1584 papież Grzegorz XIII erygował nową siedzibę przy placu o tej samej nazwie (piazza del Collegio Romano). Od tego papieża, który był fundatorem i pierwszym opiekunem uczelni, pochodzi jego potoczna nazwa Gregoriana. W 1773 z powodu rozwiązania zakonu jezuitów kolegium zostało przekazane w ręce księży diecezji rzymskiej. W 1824 papież Leon XII oddał kolegium na nowo w opiekę odrodzonemu Towarzystwu Jezusowemu. Zadanie to zakon spełnia do dziś.
W 1873 Kolegium Rzymskie zostało kolejny raz przeniesione. Nową siedzibą był gmach znajdujący się w Rzymie przy Via del Seminario Palazzo Borromeo. W tym samym roku papież Pius IX nadał uczelni tytuł Papieskiego Uniwersytetu Kolegium Rzymskiego. Ponadto Rektor Kolegium otrzymał od papieża prawo używania tytułu „Rektora Papieskiego Uniwersytetu Gregoriańskiego”. Po I wojnie światowej papież Benedykt XV, a następnie jego następca Pius XI rozpoczęli starania o przeniesienie Papieskiego Uniwersytetu Gregoriańskiego do budynku, który odpowiadałby bardziej potrzebom dydaktycznym. Inauguracja nowej siedziby przy Piazza Pilota nastąpiła 6 listopada 1930 roku. Dwa lata później zostały utworzone wydziały Misjologii i Historii Kościoła, a w 1951 powstał Wydział Nauk Społecznych.
Około 3 tys. studentów pochodzi z ponad 130 krajów i 5 kontynentów, z ponad 800 diecezji i 84 zgromadzeń zakonnych. Międzynarodowe jest również grono wykładowców, pochodzących z ok. 40 krajów.

## Struktura
Uczelnia składa się z sześciu wydziałów:
- Wydział Teologii
- Wydział Prawa Kanonicznego
- Wydział Filozofii
- Wydział Historii Kościoła i Kościelnych Dóbr Kulturowych
- Wydział Misjologii
- Wydział Nauk Społecznych

i dwóch instytutów:
- Instytut Duchowości
- Instytut Psychologii.

Oprócz tego w uczelni funkcjonują różnego rodzaju centra.

## Atenea przyłączone
- Papieski Instytut Biblijny (Biblicum)
- Papieski Instytut Wschodni